# Kanał morski

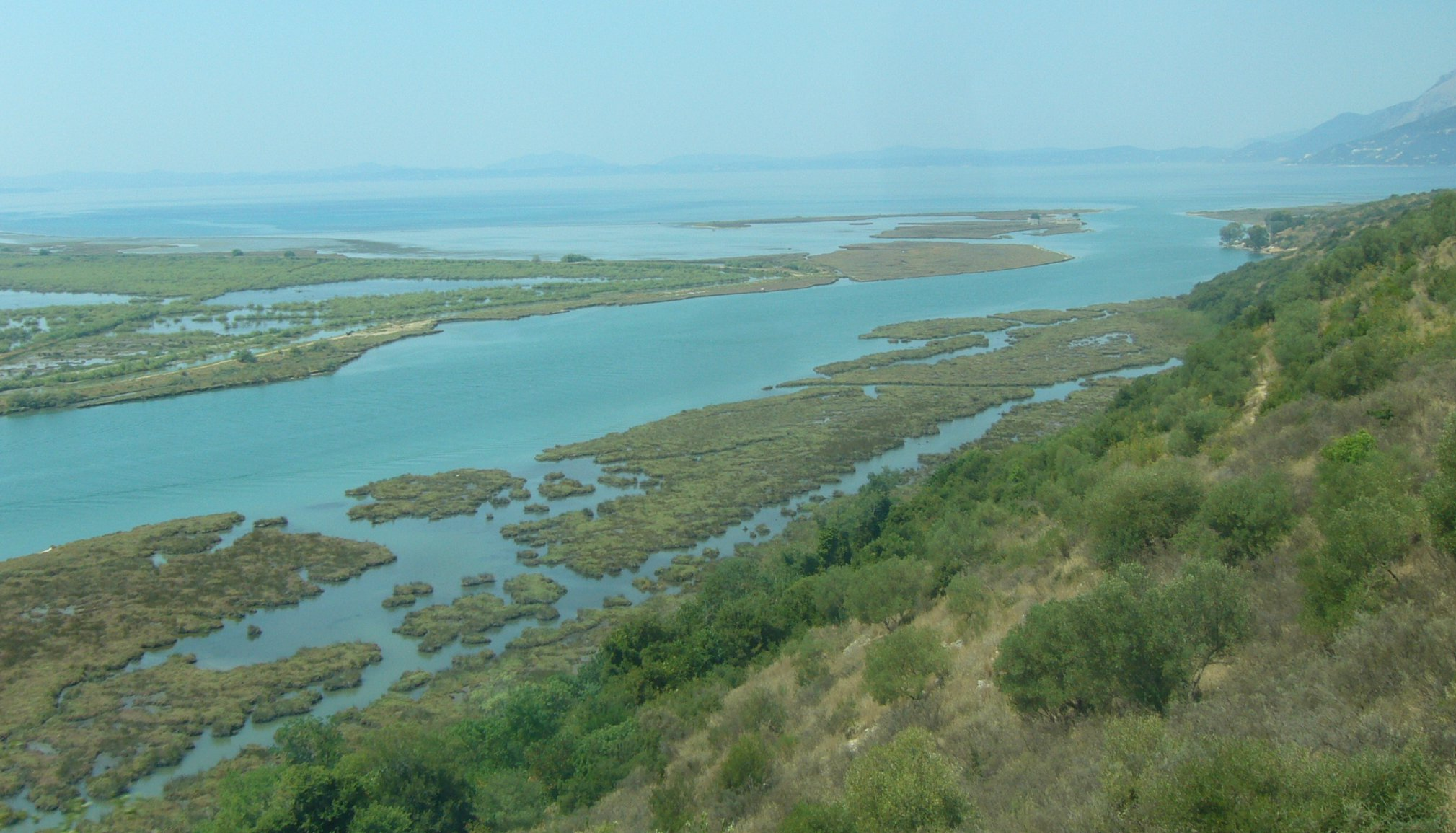
Kanał Vivari w Albanii łączący jezioro Butrint z cieśniną Korfu.

Kanał morski – akwen morski o wydłużonym kształcie łączący dwa większe akweny morskie. W porównaniu z cieśninami morskimi, kanały mają generalnie większą szerokość, choć nie ma określonych wartości granicznych między cieśniną a kanałem. Nazywanie niektórych wąskich połączeń wodnych cieśninami bądź kanałami oparte jest w dużej mierze na tradycji geograficznej. Fragment kanału w swojej najwęższej części może być uznany za cieśninę. Np. Cieśnina Kaletańska jest częścią Kanału La Manche.
Ważniejsze kanały morskie:
- La Manche (Morze Północne ⇔ Ocean Atlantycki),
- Kanał Świętego Jerzego (Morze Celtyckie ⇔ Morze Irlandzkie),
- Kanał Północny (Morze Irlandzkie ⇔ Morze Hebrydzkie),
- Kanał Jukatański (Zatoka Meksykańska ⇔ Morze Karaibskie),
- Kanał Mozambicki (dwa baseny Oceanu Indyjskiego: Natalski i Seszelski).